# Lompret

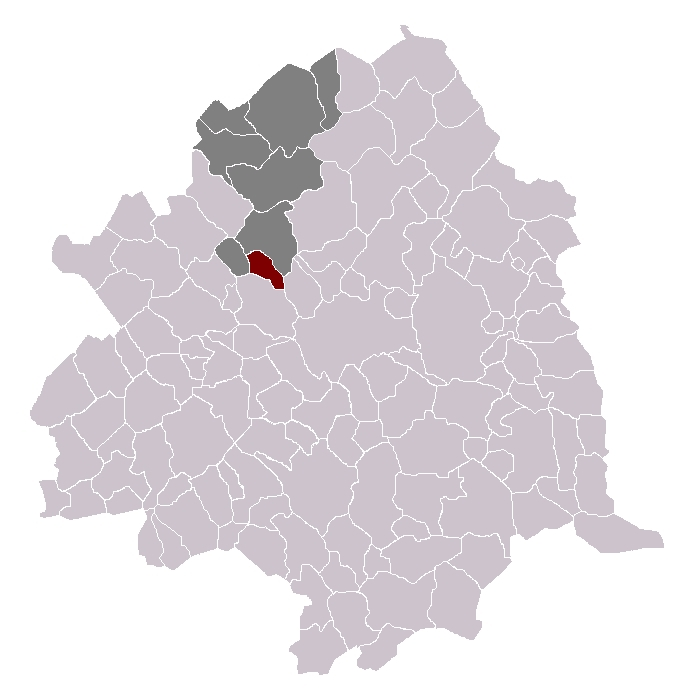
Ubicació de Lompret dins del cantó i el districte

Lompret és un municipi francès, situat a la regió dels Alts de França, al departament del Nord. L'any 2006 tenia 2.362 habitants. Limita al nord amb Verlinghem, al sud-est amb Lambersart, al sud amb Lomme i a l'oest amb Pérenchies.

## Demografia
| 1962                                       | 1968  | 1975  | 1982  | 1990  | 1999  | 2006  |
| ------------------------------------------ | ----- | ----- | ----- | ----- | ----- | ----- |
| 1.098                                      | 1.218 | 1.344 | 1.696 | 1.873 | 2.358 | 2.362 |
| Des de 1962: població sense dobles comptes |       |       |       |       |       |       |

## Administració
| Període | Identitat       | Partit |
| ------- | --------------- | ------ |
| 2001 -  | Michel Loosvelt | UMP    |